# 遥かなるまわり道の向こうで
『遥かなるまわり道の向こうで』（はるかなるまわりみちのむこうで）は2006年8月30日に発売されたKAN14枚目のアルバム。

## 解説
5年ぶりの新作。シングル「カレーライス」含む全10曲。

## 収録曲
※全作詞・作曲・特記以外編曲：KAN
編曲：KAN・小林信吾（1.4.8）・小林信吾（10）
1. 世界でいちばん好きな人
  - 同年11月29日リカット。
2. キリギリス
3. 彼女はきっとまた
4. 小さき花のテレジア
5. エンドレス
  - 曲調・歌唱等、随所に浜田省吾を意識した楽曲。
  - レコーディングに町支寛二・福田裕彦等、浜田のツアーバンドメンバーが多数参加。
6. おしえておくれ
7. 遥かなるまわり道の向こうで
8. カレーライス
  - 先行シングル。
9. RED FLAG（一般道路速度超過）
10. アイ・ラブ・ユー（version：CJP）
  - 「カレーライス」カップリング曲。